# Harakatti
Harakatti (nep. हरकठ्ठी) – gaun wikas samiti we wschodniej części Nepalu w strefie Sagarmatha w dystrykcie Siraha. Według nepalskiego spisu powszechnego z 2001 roku liczył on 505 gospodarstw domowych i 2881 mieszkańców (1352 kobiet i 1529 mężczyzn).